# カード王 ミックスマスター
『カード王 ミックスマスター』（カードおう ミックスマスター、카드왕 믹스마스터、MIX MASTER King of Cards）は、2005年10月4日から2006年7月18日にKBS 2TVで放送された韓国のテレビアニメ作品である。

## 概要
MMORPG「ミックスマスター」を元にカードゲームの要素をプラスしたオリジナルストーリーのアニメ。当作品に関連してオンラインカードゲーム「カード王 ミックスマスター」も運営していた。
日韓合作作品であり、日本の日本アニメーションが制作に関わっている。また中国企業も出資として参加している。
2010年5月からは第2期である「最強合体 ミックスマスター」が放送開始した。

## あらすじ
ミックスマスターというゲームが大々的に流行っている町、ゲームブリッジタウン。ミックスマスターの舞台であるアートレイアが実在していると信じているジョーブ博士は、ディト達との実験中にアートレイアのメイトであるパチを召喚してしまう。
一方、アートレイアを支配していた大魔王プリンスは別の世界へ行ってしまったマスターメイトを探すため、禁断の魔法を使う。しかし、魔法は失敗してアートレイアとゲームブリッジタウンをミックスしてしまった。
プリンスはマスターメイトを見つけ出し、人間世界とアートレイアの両方を支配しようと企む。ディト達はプリンスの野望を阻止するため、プリンス一味と戦う。

## 登場人物

### 主要キャラクター
ディト（디트）
声 - アン・ギョンジン
本作の主人公。怠け者で努力が嫌いな性格。勉強も運動も苦手で、学校では眠っていることが多くその度にペンリルに起こされている。しかし強い正義感を持っていて、また、仲間思いでメイトとすぐ仲良くなれる。そのため、ミックスバイラーとしての能力は高く、誰よりも早くランク6のメイトにミックスするのを成功させている。ドーナツが大好物。
パチ（파찌）
声 - ソヨン
ジョーブ博士の実験でアートレイアから人間世界に来ることになったメイト。ゲームブリッジタウンに来てからはディトの家に住み込んでいる。他人をあまり信用せず捻くれた性格だが、ディトのことは何だかんだで信用しているようで、喧嘩をすることこそ多いが、固い絆で結ばれている。実は先代マスターメイトの弟であり、自身もマスターメイトである。
ペンリル（펜릴）
声 - チョン・ヒョンギョン
ディトの幼馴染の女の子。少々短気で言葉より手の方が早い性格。お化けが苦手という弱点がある。父が武道家で家が道場であるため、彼女自身も力が強く、巨体であるミノーを投げ飛ばすほどに力が強い。スーパースターになるのが夢で、ディトのTVの取材に乱入したり、スーパースターメイトのクルミルに弟子入りを企んだりした。
チーク（치크）
声 - チャ・ミョンファ
ディトの友達。普段はおとなしい性格だが、興味を持ったものには深く没頭し熱くなる性格。ゲームのミックスマスターに詳しく、メイトの知識が豊富。そのため、解説役になることも多い。
ジン（진）
声 - ソ・ヘジョン
ディトのクラスメイト。ゲームブリッジタウンの市長の息子であり豪邸に住んでいる。常にクールで完璧を求める性格。そのため、文武に両方に長けている優等生。当初は怠け者なのにミックスバイラーなディトに良い感情を持っていなかったが、徐々に仲間と認めるようになる。しかしその後もディトに対してはライバル意識を持っており、ディトがランク6のメイトのミックスを成功した時には焦りを感じていた。幼少の頃に母親から貰ったミュートという人形を大切にしている。
ポイ（포이）
声 - チェ・ムンジャ
アートレイアに住んでいたエルフの少女。年齢は100歳であるが、人間の年では10歳程度。純真な性格で、どんな嘘にも引っかかってしまう。辛いものが大好きでドーナツも辛くして食べるほど。エルフの聖地であるアイリーンの神殿の最高神官の娘。自身の村がプリンス達に襲われた時、母親からアイリーンの杖を託されミックスマスターを探すように言われて、それ以降ずっとミックスマスターを探していた。アートレイアと人間世界のミックスに巻き込まれてゲームブリッジタウンに来た時、メイトを救っているディトを見てからはディトをミックスマスターだと信じている。パチと同様ゲームブリッジタウンに来てからはディトの家に住んでいる。
ジョーブ博士（죠브박사）
声 - キム・ジョンホ
自称天才科学者でかなりの変人。ゲーム世界であるアートレイアの存在を信じ研究を続けていた。怪しげな発明品が多く、時にはディト達を救うことがあるが、失敗も多いためディト達からはあまり信用されていない。実は先代のミックスマスターの子孫であり、ミックスマスターがアートレイアから持ってきた文献を元に研究をしていた。しかし自身はマナが足りずミックスマスターにはなれなかった。

### プリンス一味
プリンス（프린스）
声 - ホン・シホ
アートレイアを支配している大魔王。マスターメイトを見つけ出し、アートレイアと人間世界の両方を支配しようと企む。しかし、くしゃみで魔法を失敗したりなど、どこか間が抜けている。
ミノー（미노）
声 - ムン・グァニル
プリンスの部下の一人。体が大きく力が強いが、少々頭が悪い。男らしさをモットーにしているが、実は人形やピンクなどなど可愛いものが好き。巨大なハンマーでメイトの召喚や洗脳を行う。
ジェマイン（제마인）
声 - チャ・ミョンファ
プリンスの部下の一人で女性。美しい物を好み、自分勝手な性格。コンパクトでメイトの召喚や洗脳を行う。
タノース（티노스）
声 - オ・インソン
プリンスの部下の一人。パンクなギタリスト。愛と平和をモットーにしているがやっていることはまったく逆。ギターでメイトの召喚や洗脳を行う。
キアラ（기아라）
声 - イ・ヒョンジュ
プリンスの部下として途中からマスターメイト捜索に参加する少女。普段の見た目は可愛らしい少女だが、額の目が開くと邪悪な顔になる。目的のためなら味方を犠牲にしても構わないという残忍な性格。表向きにはプリンスに協力するが…。

### その他
メアリー（메어리）
声 - チェ・ムンジャ
ゲームブリッジタウンの女性テレビレポーター。ゲームブリッジタウンで起きた出来事をテレビを通じて伝える。
ミラ（미라）
声 - イ・ヒョンジュ
ジンの妹。ペンリルと仲が良い。
チャールス市長（차알스시장）
声 - ホン・シホ
ゲームブリッジタウンの市長でジンとミラの父親。市民からはあまり好かれておらず、よく物を投げつけられている。
スティムス先生（스팀스선생）
声 - サ・ソンウン
ディト達の担任が産休のため、代理でディト達のクラスの担任になった熱血漢溢れる先生。
ディトの母（디트엄마）
声 - ソ・ヘジョン
ディトのお母さん。
ディトの父（디트아빠）
声 - オ・インソン
ディトのお父さん。真面目で仕事熱心な性格。ある一件以来、働き者のヘンチであるピースのコスプレをして仕事をしている。
ペンリルの父（펜릴아빠）
声 - キム・ジョンホ
ペンリルのお父さん。武道家で道場を開いている。

## 用語
メイト
アートレイアに存在するエルフ以外の種族。ビースト・昆虫・デビル・メタル・鳥・植物・ドラゴン・ミステリの8つの種族がある。
ミックスバイラー
カード化したメイトの召喚やミックスをする力を持っている人物。マナを持っていなくてはなることが出来ない。使うカードは「メイトカード」「道具カード」「アクションカード」「地形カード」がある。
ディト、ペンリル、チーク、ジンが該当者。
マナ
メイトの召喚などを行うためのエネルギー。メイトと心が通じ合うことでマナが発生する。
ミックス
違う種族のメイト同士をミックスさせて、高いランクのメイトへ進化させること。
ミックスマスター
最高のミックスバイラーに与えられる称号。アートレイアでは世界の危機に現れ世界を救うという伝説がある。
マスターメイト
ランク7のメイトのさらに上のメイトでミックスマスターのパートナーと言われている。究極のファイナルメイトを誕生させることが出来る。

## スタッフ
- 監督：西田健一、コ・ソンチョル
- シリーズ構成：小山高生
- キャラクターデザイン：加瀬政広、ホン・ウォンテク、チョン・ウヨン、キム・ミンジ、イ・ギヨン
- プロップデザイン：チョン・ウヨン、オム・ジア、カン・ソンウン、パン・ガンサン
- 美術監督：松宮正純、ホン・ウォンテク、チョン・ユンチョル
- 美術：阿部泰三郎、龍池昇、千葉みどり
- 色彩設計：小森谷初、チェ・ギョンヒ、ヤン・ミナ、キム・ミンジ
- 撮影監督：チョン・ミ、チェ・ドッキュ、チェ・ハクソク、チャン・ドンヒ、コ・ジニョン、ユ・クハン、キム・オンシク
- 3D監督：チェ・ヨンムク
- 編集：パク・ムングン、キム・キオン
- ラインプロデューサー：戸川淳、イム・ウソン、ホン・スジン、イ・ヨンジ、シン・チャンソン、チョ・ナヒョン
- プロデューサー：ミン・ヨンムン、イ・スンジュ、キム・ミギョン
- アニメーション制作：日本アニメーション、SUNWOO ENTERTAINMENT
- 製作：KBS、中国OMNI、du HITEC、SUNWOO ENTERTAINMENT

## 主題歌
オープニングテーマ
作詞：キム・ジュヒ、作曲：パン・ヨンソク、歌：ジム
エンディングテーマ
作詞：キム・ジュヒ、作曲：パン・ヨンソク、歌：キム・ヒョンハ、イ・ジョンウン、ジム

## 各話リスト
| 話数 | サブタイトル                                                 | シナリオ            | コンテ             | 作画演出                    | 原画作監                        |
| ---- | ------------------------------------------------------------ | ------------------- | ------------------ | --------------------------- | ------------------------------- |
| 1    | 내가 전설의 용사? （俺が伝説の勇者?）                        | 小山高生            | 西田健一           | オ・スンヒョン              | クォン・ウンギョン              |
| 2    | 폭주, 겜브리지타운! （暴走,ゲームブリッジタウン!）           | 山田健一            | 西田健一           | パン・スンジン              | パン・スンジン                  |
| 3    | 포이의 심부름 （ポイのおつかい）                             | 長谷見沙貴          | 福冨博             | シン・チャンソプ            | ホ・ユジン                      |
| 4    | 믹스밸러는 격투기소녀! （ミックスバイラーは格闘少女!）       | 高橋義昌            | 上原秀明           | イ・ジョンヒョン            | イ・ジョンヒョン                |
| 5    | 사무실 위기일발! （事務室危機一髪!）                         | 野中幸人            | 西田健一           | キム・ジングァン            | キム・ジングァン                |
| 6    | 믹스밸러가 되고 싶어! （ミックスバイラーになりたい!）        | 岡本和久            | 中西伸彰           | チェ・ギョンソク            | イ・ジェウォン                  |
| 7    | 제4의 믹스밸러 （4人目のミックスバイラー）                   | 佐藤拓              | 福冨博             | パン・スンジン              | イ・ヒョンジョン                |
| 8    | 디트, 믹스밸러 은퇴? （ディト,ミックスバイラー引退?）        | 山田健一            | 上原秀明           | シン・チャンソプ            | ソ・ジョンドク                  |
| 9    | 전격, 헨치구출작전! （電撃,メイト救出作戦!）                 | 高橋義昌            | 早川啓二           | キム・ジングァン            | キム・ジングァン                |
| 10   | 열혈, 스팀스 선생님! （熱血,スティームス先生!）              | 野中幸人            | 中西伸彰           | パン・スンジン              | イ・ヒョンジョン ソ・ジョンドク |
| 11   | 포이가 커졌어요? （ポイが大きくなった?）                     | 長谷見沙貴          | 福冨博             | チェ・ギョンソク            | イ・ジェウォン                  |
| 12   | 진의 숨겨진 비밀! （ジンの隠された秘密!）                    | 岡本和久            | 日高麗             | イ・ホセ                    | イ・ホセ                        |
| 13   | 결정, 믹스마스터! （決定,ミックスマスター!）                 | 佐藤拓              | 早川啓二           | シン・チャンソプ            | ソ・ジョンドク イ・ヒョンジョン |
| 14   | 밀착취재, 디트와 진! （密着取材,ディトとジン!）              | 三井秀樹            | 福冨博             | チャ・ドンソク              | イ・ジョンピル                  |
| 15   | 헨치 오브 정글 （メイト オブ ジャングル）                    | 野中幸人            | 鏑木宏             | ファン・イルジン            | ユ・スンヒ                      |
| 16   | GoGo- 영화 속으로! （GoGo 映画の中で!）                      | 高橋義昌            | 西田健一           | パン・スンジン              | ソ・ジョンドク イ・ヒョンジョン |
| 17   | 추적, 괴도 쉐도우! （追跡,怪盗シャドウ!）                    | 岡本和久            | 日高麗             | ユン・ソクチン              | ペク・ミソン                    |
| 18   | 영원한 스승, 마스터그랜 （永遠の師匠,マスターグレン）        | 山田健一            | 早川啓二           | キム・ヨンハ                | ハ・ヨンジョン                  |
| 19   | 지하세계의 마스터 헨치 （地下世界のマスターメイト）          | 三井秀樹            | 福冨博             | シン・チャンソプ            | キム・ソンリン                  |
| 20   | 죠브박사의 비밀 （ジョーブ博士の秘密）                       | 野中幸人            | 早川啓二           | チェ・ギョンソク            | イ・ジェウォン                  |
| 21   | 두 얼굴의 꽃, 만드라 （双面花,マンドラ）                     | 佐藤拓              | 日高麗             | イ・ホセ                    | イ・ホセ                        |
| 22   | 호수 속의 마스터헨치! （湖のマスターメイト!）                | 山田健一            | 福冨博             | パン・スンジン ソン・キダル | パン・スンジン                  |
| 23   | 불꽃의 기아라! （炎のキアラ!）                               | 高橋義昌            | 早川啓二           | シン・チャンソプ            | キム・ソンリン ユ・ウンジョン   |
| 24   | 강림, 대마왕 프린스! （降臨,闇のプリンス!）                  | 三井秀樹            | 日高麗             | チャ・ドンソク              | イ・ジョンピル                  |
| 25   | 파찌 탈환 작전! （パチ奪還作戦!）                            | 佐藤拓              | 西田健一           | ファン・イルジン            | ユ・スンヒ                      |
| 26   | 암흑성 최후의 날! （暗黒城最後の日!）                        | 佐藤拓              | 西田健一           | シン・チャンソプ            | キム・ソンリン                  |
| 27   | 열려라, 아트레이아! （開け,アートレイア!）                   | 野中幸人            | イ・ドンウク       | イ・ホセ                    | イ・ホセ                        |
| 28   | 재회, 그리운 어머니! （再会,懐かしきお母さん!）              | 岡本和久            | チョン・ミョンソプ | パン・スンジン              | パン・スンジン                  |
| 29   | 치크의 첫사랑! （チークの初恋!）                             | 三井秀樹            | チェ・フンチョル   | キム・ヨンハ                | ユ・ウンジョン                  |
| 30   | 펜릴과 거짓말쟁이 대장 （ペンリルと嘘つき隊長）              | 高橋義昌 山田健一   | イ・ドンウク       | -                           | ユ・スンヒ                      |
| 31   | 가짜 믹스마스터의 출현! （にせミックスマスター現る!）        | 野中幸人            | チョン・ミョンソプ | イ・ホセ                    | イ・ホセ                        |
| 32   | 카드가 열리는 나무? （カードが実る木?）                      | 岡本和久            | イ・ドンウク       | チェ・ギョンソク            | イ・ジェウォン                  |
| 33   | 마스터헨치의 신전 （マスターメイトの神殿）                   | 佐藤拓 三井秀樹     | イ・チュンボク     | チャ・ドンソク              | ユ・ウンジョン                  |
| 34   | 어둠 속의 진실! （闇の中の真実!）                            | 三井秀樹            | ヤン・ジンチョル   | パン・スンジン              | パン・スンジン                  |
| 35   | 위기의 겜브리지타운! （危機!ゲームブリッジタウン）           | 山田健一            | チェ・フンチョル   | シン・チャンソプ            | キム・ソンリン                  |
| 36   | 겜브리지타운 탈환작전! （ゲームブリッジタウンをとりもどせ!） | 野中幸人            | チョン・ミョンソプ | キム・ヨンハ                | ユ・ウンジョン                  |
| 37   | 부활, 파괴신 바르! （復活,破壊神バアル!）                    | 岡本和久            | イ・チュンボク     | シン・チャンソプ            | キム・ソンリン                  |
| 38   | 붕괴의 서곡! （崩壊への序曲!）                               | 三井秀樹            | チェ・フンチョル   | イ・ホセ                    | イ・ホセ                        |
| 39   | 또 다른 전설을 위하여! （新たなる伝説へ!）                   | 佐藤拓 イム・ウソン | イ・チュンボク     | パン・スンジン              | パン・スンジン                  |

## 放送局
| 放送地域 | 放送局  | 放送期間                                                                              | 放送日時                                                                |
| -------- | ------- | ------------------------------------------------------------------------------------- | ----------------------------------------------------------------------- |
| 韓国全域 | KBS 2TV | 2005年10月4日-2005年10月25日 2005年11月1日-2005年11月29日 2005年12月6日-2006年7月18日 | 火曜日18時10分-18時40分 火曜日17時00分-17時30分 火曜日17時30分-18時00分 |

## 海外展開
アメリカ、スペイン、中国などで放送やDVDの発売が行われている。
日本での放送予定は無いが、韓国文化院が開催する韓国アニメーション上映会で吹き替え上映されたことがある。